# Dicranomyia paupercula
Dicranomyia paupercula är en tvåvingeart som beskrevs av Alexander 1921. Dicranomyia paupercula ingår i släktet Dicranomyia och familjen småharkrankar. Inga underarter finns listade i Catalogue of Life.